# La Romieu
La Romieu is een gemeente in het Franse departement Gers (regio Occitanie) en telt 539 inwoners (2007). De plaats maakt deel uit van het arrondissement Condom. La Romieu is lid van Les Plus Beaux Villages de France.
La Romieu is een belangrijke halte op de pelgrimsroute van Sint-Jacob-van-Compostella.

## Bezienswaardigheden
- De in gotische stijl opgetrokken collegiale kerk Saint-Pierre heeft een opmerkelijke kloostergang. Haar achthoekige Tour du Cardinal is geklasseerd als monument historique. De toren kan via 186 trappen beklommen worden. Boven kan genoten worden van het uitzicht over het vredig landschap van de Gers.
- De kattenlegende van La Romieu heeft ervoor gezorgd dat zowat overal in het straatbeeld katten opduiken, veelal beeldjes.

## Geografie
De oppervlakte van La Romieu bedraagt 27,8 km², de bevolkingsdichtheid is 19,1 inwoners per km².
De onderstaande kaart toont de ligging van La Romieu met de belangrijkste infrastructuur en aangrenzende gemeenten.

## Demografie
Onderstaande figuur toont het verloop van het inwonertal (bron: INSEE-tellingen).

## Afbeeldingen

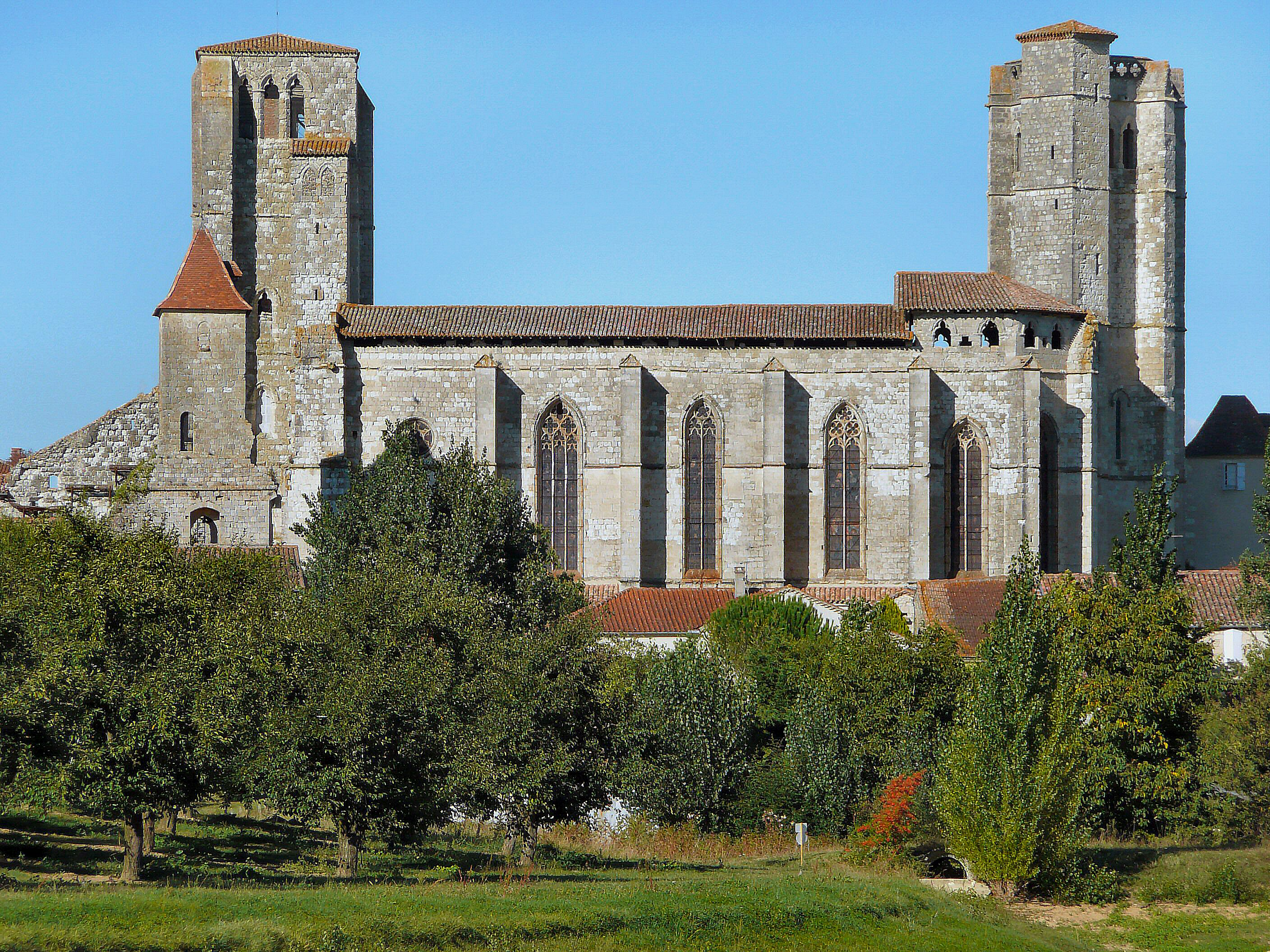
Collegiale kerk Saint-Pierre (14e eeuw)
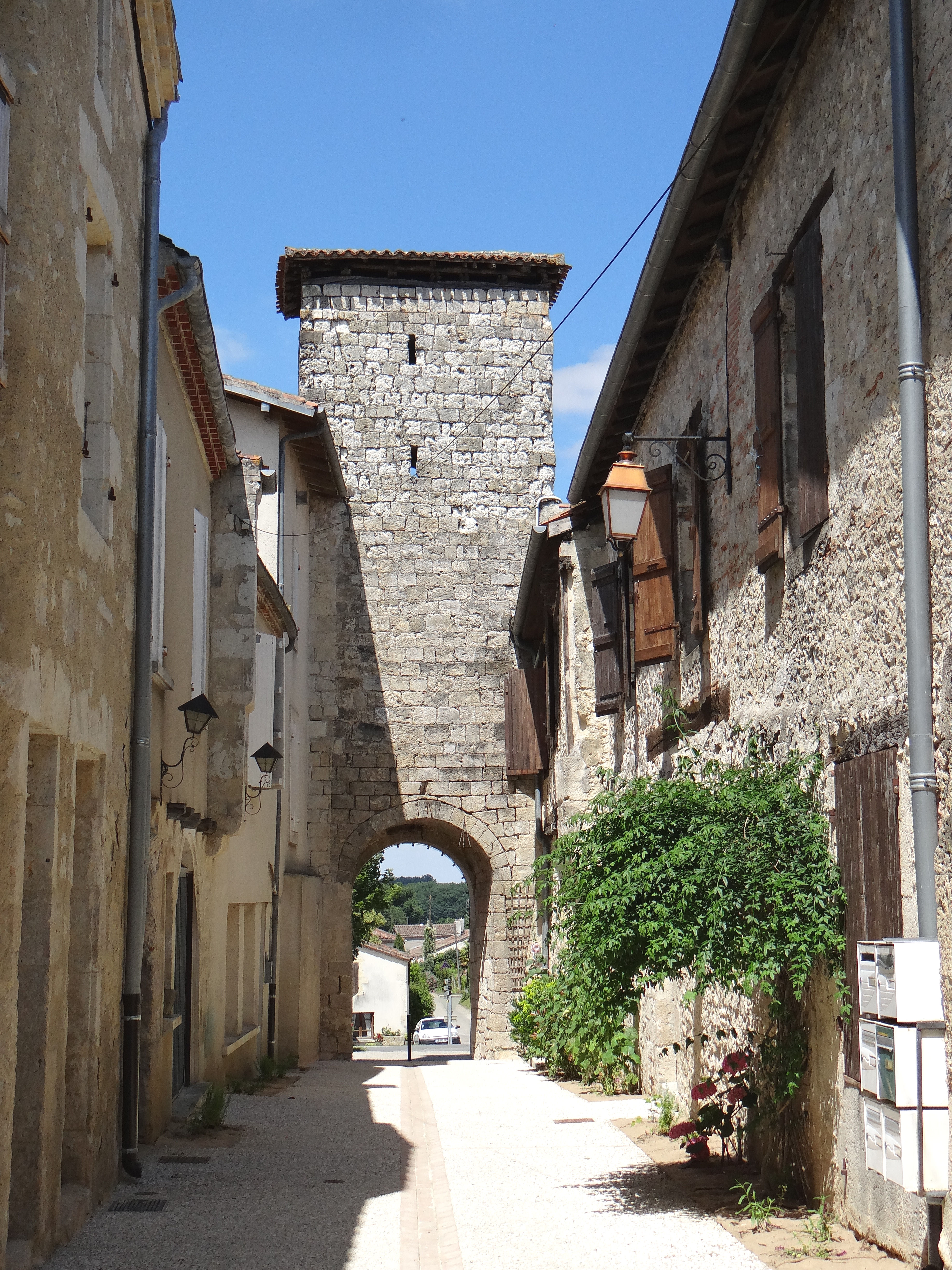
Stadspoort
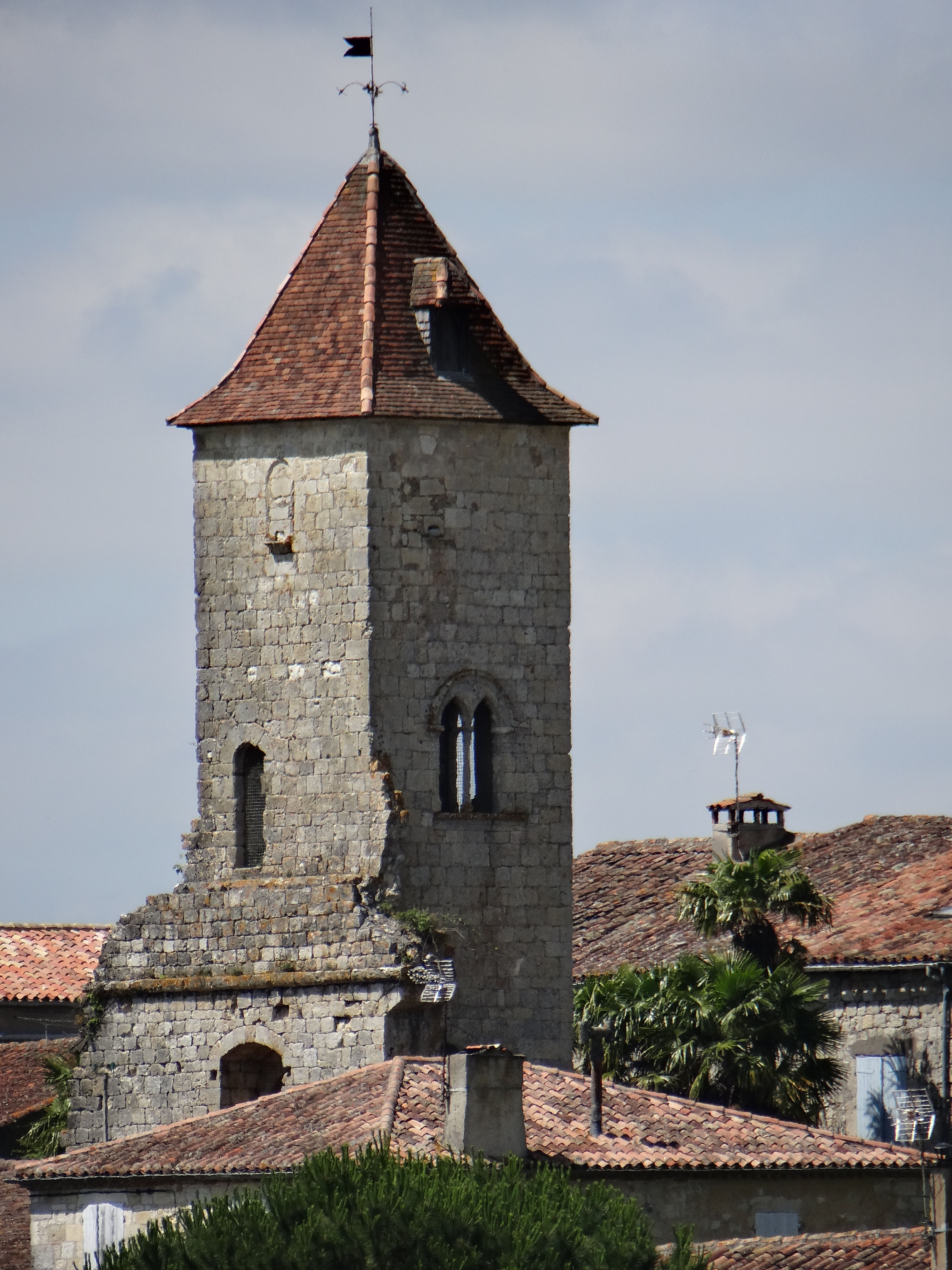
Tour du Cardinal d'Aux (gebouwd tussen 1313 en 1318)
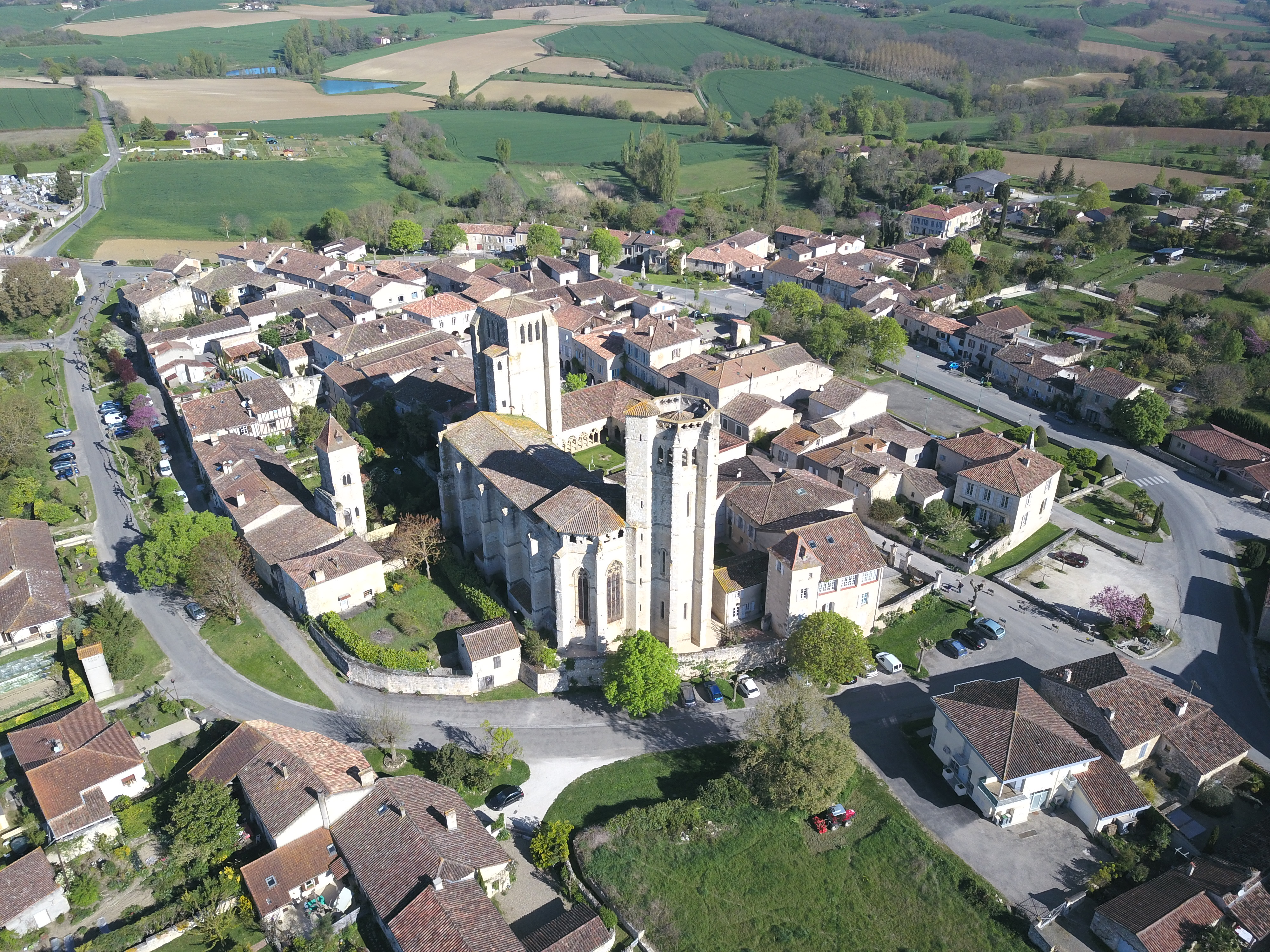
La Romieu vanuit de lucht
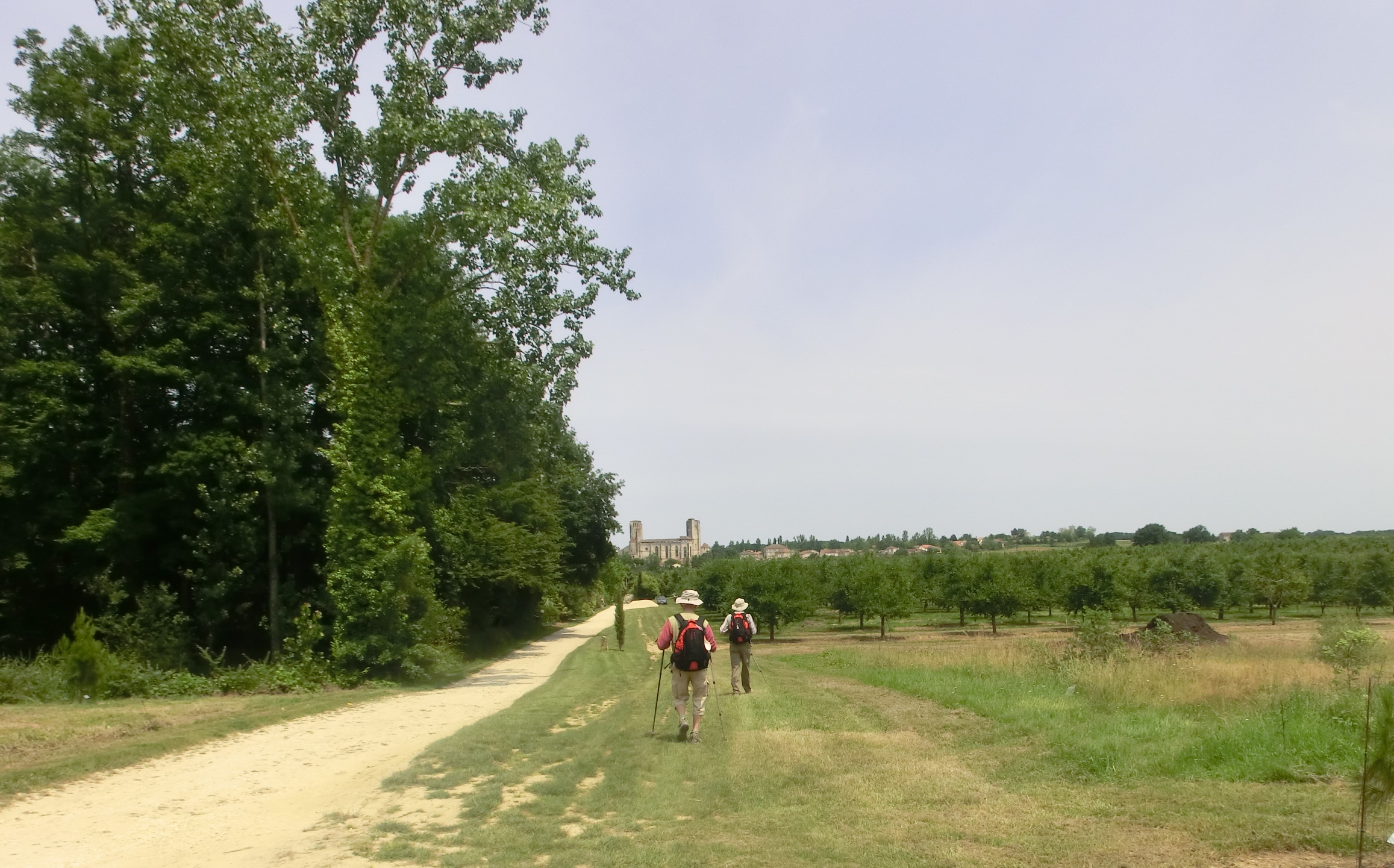
Pelgrims bij aankomst in La Romieu